# Le Loup-garou (film, 1913)
Pour plus de détails, voir Fiche technique et Distribution.
Le Loup-garou (The Werewolf) est un film muet américain réalisé par Henry MacRae, sorti en 1913.
C'est le plus ancien film sur les loups-garous. Il est maintenant considéré comme perdu, toutes les copies semblant avoir été détruites dans un incendie en 1924.

## Synopsis
Une femme navajo devient une sorcière après avoir cru à tort que son mari l'a quittée. Elle transmet ses pouvoirs à sa fille Watuma, qui se transforme en loup-garou pour se venger des colons blancs envahisseurs. Cent ans après sa mort, Watuma réapparait pour tuer à nouveau.

## Fiche technique
Sauf indication contraire, les informations mentionnées dans cette section peuvent être confirmées par la base de données cinématographiques IMDb,  présente dans la section « Liens externes ».
- Titre : Le Loup-garou[1]
- Titre original : The Werewolf
- Réalisation : Henry MacRae
- Scénario : Ruth Ann Baldwin, d'après The Werewolves d'Henri Beaugrand
- Société de production : Bison Film Company
- Distribution : Universal Studios
- Pays d'origine :  États-Unis
- Langue : anglais (intertitres)
- Format : Noir et blanc - 1,33:1 - Film muet
- Genre : Horreur et fantastique
- Durée : 18 minutes
- Date de sortie :
  - États-Unis : 13 décembre 1913

## Distribution
- Clarence Burton : Ezra Vance
- Marie Walcamp : Kee-On-Ee jeune
- Phyllis Gordon : Watuma, fille de Kee-On-Ee
- Lule Warrenton : Kee-On-Ee âgée
- Sherman Bainbridge : Stone Eye
- William Clifford : Jack Ford